# 陶利科查湖
8°54′18″S 77°35′12″W / 8.90500°S 77.58667°W
陶利科查湖（Taullicocha），是秘魯的湖泊，位於該國北部安卡什大區，處於安第斯山脈中布蘭卡山脈地區，在普卡希爾卡山東南面和陶利拉胡山西南面。